# Sacha Bennett
Sacha Bennett (Harpenden, 11 maggio 1971) è un attore, regista e sceneggiatore britannico attivo sia al cinema che in televisione.

## Filmografia

### Attore cinematografico
- Giochi di potere, regia di Phillip Noyce (1992)
- Charlot, regia di Richard Attenborough (1992)
- Il primo cavaliere, regia di Jerry Zucker (1995)
- Wilde, regia di Brian Gilbert (1997)
- L'importanza di chiamarsi Ernest, regia di Oliver Parker (2002)
- The Libertine, regia di Laurence Dunmore (2004)
- Revolver, regia di Guy Ritchie (2005)
- As You Like It - Come vi piace, regia di Kenneth Branagh (2006)
- Bonded by Blood, regia di Sacha Bennett (2010)
- Outside Bet, regia di Sacha Bennett (2012)
- Get Lucky, regia di Sacha Bennett (2013)

### Regista cinematografico
- Tu£sday (2008)
- Bonded by Blood (2010)
- Outside Bet (2012)
- Get Lucky (2013)

### Attore televisivo
- David Copperfield (1999 - Film TV)
- Lorna Doone (2000 - Film TV)
- Bob Martin (2001 - serie)
- The Priory (2001 - serie)
- McCready and Daughter (2001 - serie)
- Tough Love (2002 - Film TV)
- Judge John Deed (2002 - serie)
- Make My Day (2003 - serie documentaria)
- My Dad's the Prime Minister (2003 - serie)
- Keen Eddie (2003 - serie)
- Metropolitan Police (2003 - serie)
- Last Rights (2005 - mini-serie)